# Horný tok Ondavy
Horný tok Ondavy este o arie protejată (arie specială de conservare — SAC, sit de importanță comunitară — SCI) din Slovacia întinsă pe o suprafață de 301,04 ha, integral pe uscat.

## Localizare
Centrul sitului Horný tok Ondavy este situat la coordonatele 49°13′09″N 21°36′55″E / 49.219205°N 21.615353°E.

## Înființare
Situl Horný tok Ondavy a fost declarat sit de importanță comunitară în septembrie 2015 pentru a proteja 8 specii de animale. Situl a fost protejat și ca arie specială de conservare în octombrie 2017.

## Biodiversitate
Situată în ecoregiunea alpină, aria protejată conține 3 habitate naturale: Liziere de ierburi înalte hidrofile de câmpie și de nivel montan până la alpin, Păduri aluvionare cu Alnus glutinosa și Fraxinus excelsior (Alno-Padion, Alnion incanae, Salicion albae), Râuri cu maluri nămoloase cu vegetație de Chenopodion rubri p.p. și Bidention p.p..
La baza desemnării sitului se află mai multe specii protejate:
- amfibieni (1): izvoraș-cu-burta-galbenă (Bombina variegata)
- mamifere (2): castor (Castor fiber), vidră de râu (Lutra lutra)
- nevertebrate (1): Unio crassus
- pești (4): Barbus meridionalis, zvârluga (Cobitis taenia), hadină (Eudontomyzon danfordi), dunăriță (Sabanejewia aurata)